# Église Saint-Genès des Carmes
L'église Saint-Genès des Carmes est une église catholique située rue Neuve des Carmes à Clermont-Ferrand, dans le département du Puy-de-Dôme, en France. Elle est inscrite comme monument historique en 1961.

## Historique
L'église actuelle a été construite au XIIIe siècle, XIVe siècle, XVIe siècle et XIXe siècle. La paroisse est dédiée à saint Genès et fut un des centres religieux les plus importants de Clermont. 
Les religieux Carmes s'installent à Clermont en 1288, à l'angle de la rue des Aises et de la rue de Las-Crotas (actuellement rue Abbé-Girard et Grégoire de Tours). Ils prennent alors possession de l'Hôtel de Bernard de Riom qu'ils rachètent en 1290 pour 80 livres. Le premier prieur fut Guillaume de Brioude. Après de nombreuses luttes avec chanoines de l'église paroissiale et collégiale de Saint-Genès, ils obtiennent des bâtiments comme l'établissement des Frères Pénitents, grâce à l'approbation de Jean XXII et Aubert évêque de Clermont, le 19 juillet 1317. Philippe de Valois leur accorde 40 livres pour la construction de leur église, cimetière et habitations. En 1371, le sanctuaire, le chœur, une petite chapelle dédiée à saint Blaise et aux saints Innocents, ainsi que le clocher sont terminés. Le maître-autel est consacré ensuite par l'évêque Henri de la Tour.
En 1472, l'église dans son ensemble est consacrée par l'évêque d'Orange, Jean de Gombert, né en Auvergne, à la place de l'évêque de Clermont.
Il semblerait que la première supérieure des Ursulines d'Auvergne ait reçu sa profession dans cette nouvelle église des Carmes, en 1615, par Joachim d'Estaing.
Elle est entièrement détruite à la Révolution. La chapelle des Carmes, demeurée debout, est cédée à la municipalité, puis aux Protestants, puis à un tonnelier qui en fait son atelier. Elle sera ensuite achetée et donnée à la Fabrique, redevenant ainsi lieu de culte catholique, prenant le nom d’église de Saint-Genès-des-Carmes. 
Le grand orgue fut inauguré le 3 février 1900.